# 1. FC Allstars Wiener Neustadt
Il 1. FC Allstars Wiener Neustadt  è una squadra austriaca di calcio a 5 con sede a Wiener Neustadt.

## Storia
La società è stata fondata nel 2005 con il nome di Murexin All Stars. Il 9 aprile 2007 gli All Stars vincono il primo trofeo nazionale della società: la Coppa d'Austria. Nella stagione 2008-09 la formazione della Bassa Austria vince il suo primo campionato austriaco e, di conseguenza, il diritto a disputare la successiva edizione della Coppa UEFA. Per adeguarsi alle disposizioni della UEFA, nell'estate del 2009 la società modifica la propria denominazione in Allstars Wiener Neustadt, rimuovendo lo sponsor dalla propria ragione sociale. Il debutto nelle competizioni continentali avviene nella medesima Wiener Neustadt: la società ospita infatti il girone F del turno preliminare della Coppa UEFA, concluso dagli Allstars con una vittoria contro gli islandesi dell'Hvöt Blönduós e due sconfitte, contro gli armeni dell'Erebuni e gli israeliani dell'ASA Tel Aviv, che sanciscono l'eliminazione degli austriaci.

## Palmarès
- Campionato d'Austria: 5
2008-09, 2011-12, 2017-18, 2018-19, 2019-20
- Coppa d'Austria: 1
2006-07